# Liste der Biografien/Gerl
Liste der Biografien |
Portal Biografien |
Personensuche
# |
A |
B |
C |
D |
E |
F |
G |
H |
I |
J |
K |
L |
M |
N |
O |
P |
Q |
R |
S |
T |
U |
V |
W |
X |
Y |
Z |
?
 
Ga |
Gb |
Gc |
Gd |
Ge |
Gf |
Gh |
Gi |
Gj |
Gk |
Gl |
Gm |
Gn |
Go |
Gp |
Gq |
Gr |
Gs |
Gu |
Gv |
Gw |
Gy |
Gz
 
Gea |
Geb |
Gec |
Ged |
Gee |
Gef |
Geg |
Geh |
Gei |
Gej |
Gek |
Gel |
Gem |
Gen |
Geo |
Gep |
Ger |
Ges |
Get |
Geu |
Gev |
Gew |
Gex |
Gey |
Gez
 
Gera |
Gerb |
Gerc |
Gerd |
Gere |
Gerf |
Gerg |
Gerh |
Geri |
Gerk |
Gerl |
Germ |
Gern |
Gero |
Gerp |
Gerr |
Gers |
Gert |
Geru |
Gerv |
Gerw |
Gery |
Gerz
Die Liste der Biografien führt alle Personen auf, die in der deutschsprachigen Wikipedia einen Artikel haben. Dieses ist eine Teilliste mit 260 Einträgen von Personen, deren Namen mit den Buchstaben „Gerl“ beginnt.

## Gerl
- Gerl, Andreas (* 1943), deutscher Politiker (SPD)
- Gerl, Franz Xaver (1764–1827), österreichischer Opernsänger und Komponist
- Gerl, Gustav von (1841–1920), österreichischer Mediziner und Fischereifachmann
- Gerl, Heinz (1852–1908), österreichischer Baumeister und Architekt des Historismus
- Gerl, Helene (1847–1905), österreichische Opernsängerin (Sopran)
- Gerl, Jamina (* 1986), deutsche klassische Pianistin
- Gerl, Johannes (1803–1873), österreichischer Opernsänger (Bariton) und Gesangspädagoge
- Gerl, Josef (1734–1798), österreichischer Architekt
- Gerl, Josef (1912–1934), österreichischer Sozialist
- Gerl, Judas Thaddäus (1774–1847), österreichischer Opernsänger (Bass)
- Gerl, Mathias (1712–1765), österreichischer Architekt und Baumeister
- Gerl, Max (* 1995), amerikanischer Jazzmusiker (Bass, Komposition)
- Gerl, Peter senior (1795–1884), österreichischer Architekt und Stadtbaumeister
- Gerl, Petrus (1718–1781), deutscher Benediktiner und Abt
- Gerl, Rupert (* 1961), deutscher Fußballspieler
- Gerl-Falkovitz, Hanna-Barbara (* 1945), deutsche Philosophin, Sprach- und PolitikwissenschaftlerinHanna-Barbara Gerl-Falkovitz (* 1945)

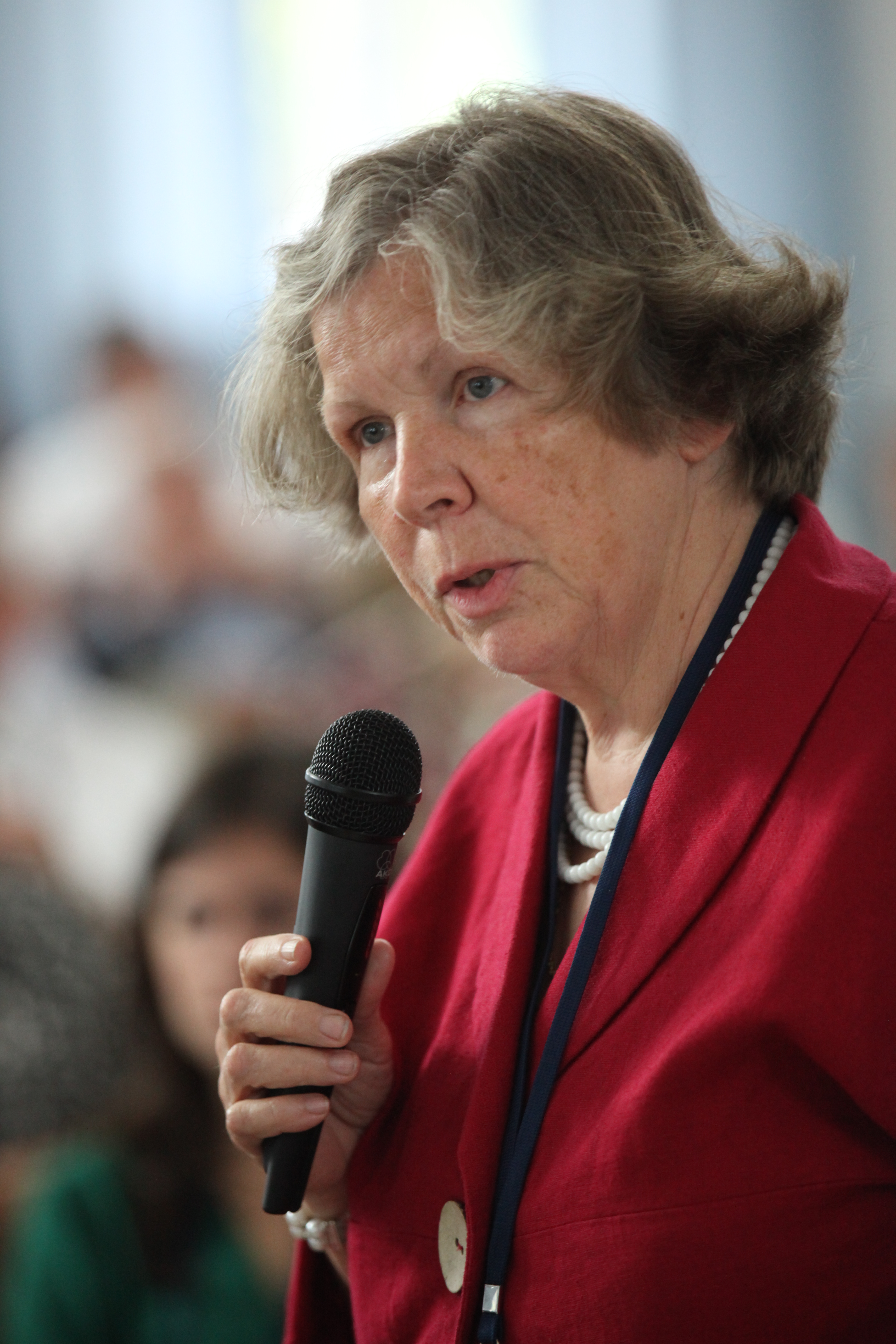
Hanna-Barbara Gerl-Falkovitz (* 1945)

### Gerla
- Gerlach, Abt des Klosters Waldsassen
- Gerlach († 1018), Graf im Niederlahngau
- Gerlach (1165–1228), erster Abt des Klosters Milevsko in Böhmen; Chronist böhmischer Geschichte
- Gerlach I., Herr von Rommersdorf (1088), Vogt von Hönningen, Graf von Isenburg (1100–1110)
- Gerlach I. († 1289), Herr zu Limburg an der Lahn
- Gerlach I. († 1361), Graf von Nassau
- Gerlach II. († 1355), Herr zu Limburg an der Lahn
- Gerlach III. († 1365), Herr zu Limburg an der Lahn
- Gerlach von Bicken gen. Kesterburg, Domherr in Münster
- Gerlach von Breuberg († 1306), Landvogt in der Wetterau und Landfriedenshauptmann in Thüringen (1282–1306)
- Gerlach von Erbach († 1332), Domherr und Bischofselekt in Worms
- Gerlach, Agnes (1888–1976), deutsche Frauenrechtlerin und Kommunalpolitikerin
- Gerlach, Alexandra (* 1963), deutsche Moderatorin, Journalistin und Publizistin
- Gerlach, Andreas (* 1963), deutscher Politik- und Wirtschaftswissenschaftler, Unternehmer und Regattasegler
- Gerlach, Andreas Christian (1811–1877), deutscher Veterinärmediziner
- Gerlach, Annette (* 1964), deutsche Journalistin und ModeratorinAnnette Gerlach (* 1964)

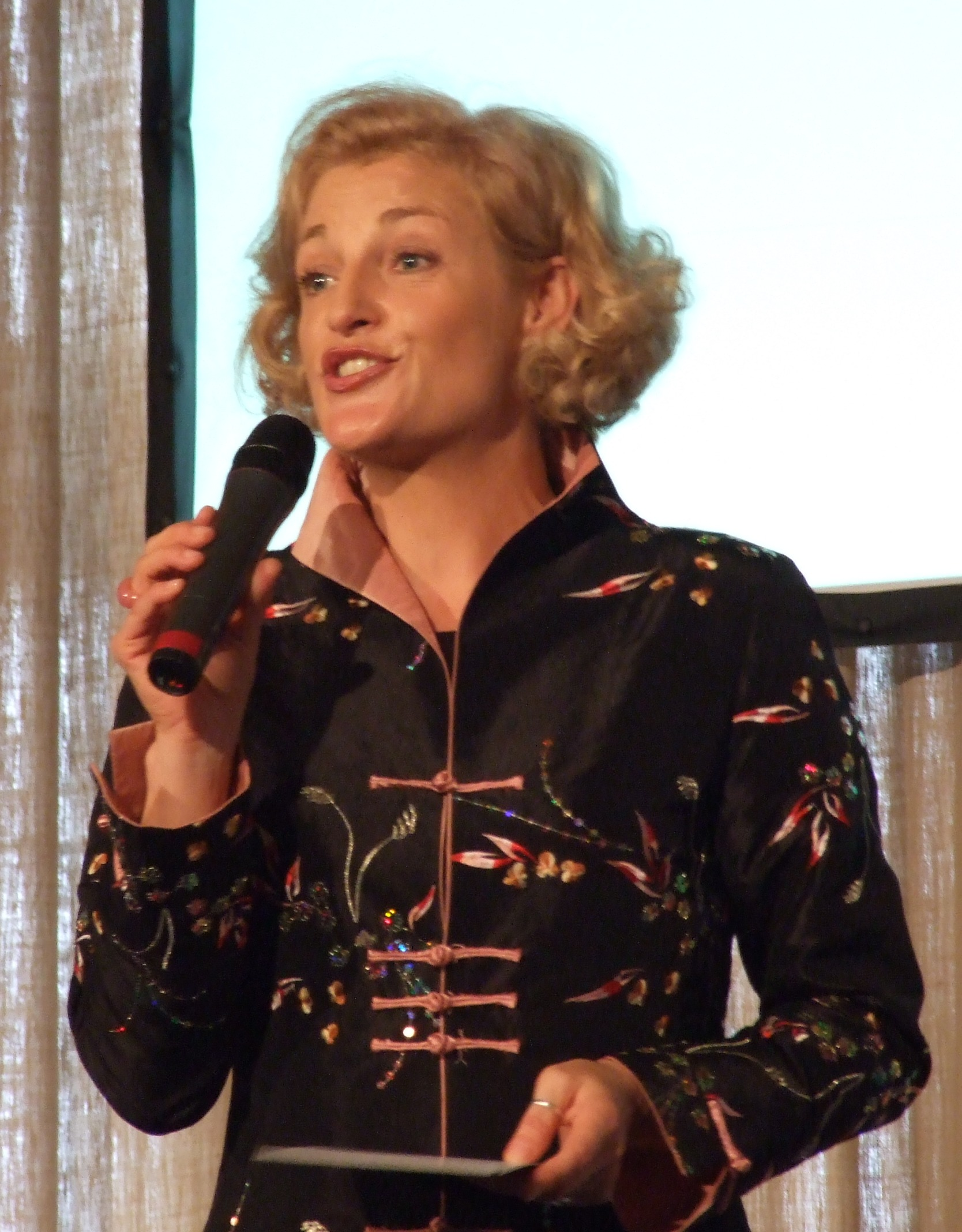
Annette Gerlach (* 1964)

- Gerlach, Arthur (1890–1968), deutscher Ingenieur und Marineoffizier, zuletzt Konteradmiral der Kriegsmarine
- Gerlach, Arthur von (1876–1925), deutscher Film- und Theaterregisseur
- Gerlach, August von (1830–1906), deutscher Gutsbesitzer, königlich preußischer Landrat und Politiker, MdR, MdH
- Gerlach, Axel (* 1939), deutscher politischer Beamter
- Gerlach, Beate, deutsche Synchronsprecherin und Schauspielerin
- Gerlach, Benjamin Gottlieb (1698–1756), deutscher Pädagoge und Autor
- Gerlach, Berndt von (1828–1889), preußischer Ritterschaftsdirektor, Major und Landrat
- Gerlach, Bogislav-Tessen von (* 1946), deutscher Jurist, Landrat des Kreises Schleswig-Flensburg (2006–2012)
- Gerlach, Carl Friedrich Leopold von (1757–1813), Berliner Oberbürgermeister
- Gerlach, Carl Gotthelf (1704–1761), deutscher Organist, Komponist und Violinist
- Gerlach, Carl Heinrich von (1783–1860), preußischer Politiker und pommerscher Gutsbesitzer
- Gerlach, Chad (* 1973), US-amerikanischer Straßenradrennfahrer
- Gerlach, Charles L. (1895–1947), US-amerikanischer Politiker
- Gerlach, Christian (* 1963), deutscher Historiker
- Gerlach, Christine (* 1925), deutsche Schauspielerin, Hörspiel- und Synchronsprecherin
- Gerlach, Christoph (* 1967), deutscher Spieler im asiatischen Brettspiel Go
- Gerlach, Daniel (* 1977), deutscher Autor, Publizist, Orientalist und Nahost-ExperteDaniel Gerlach (* 1977)

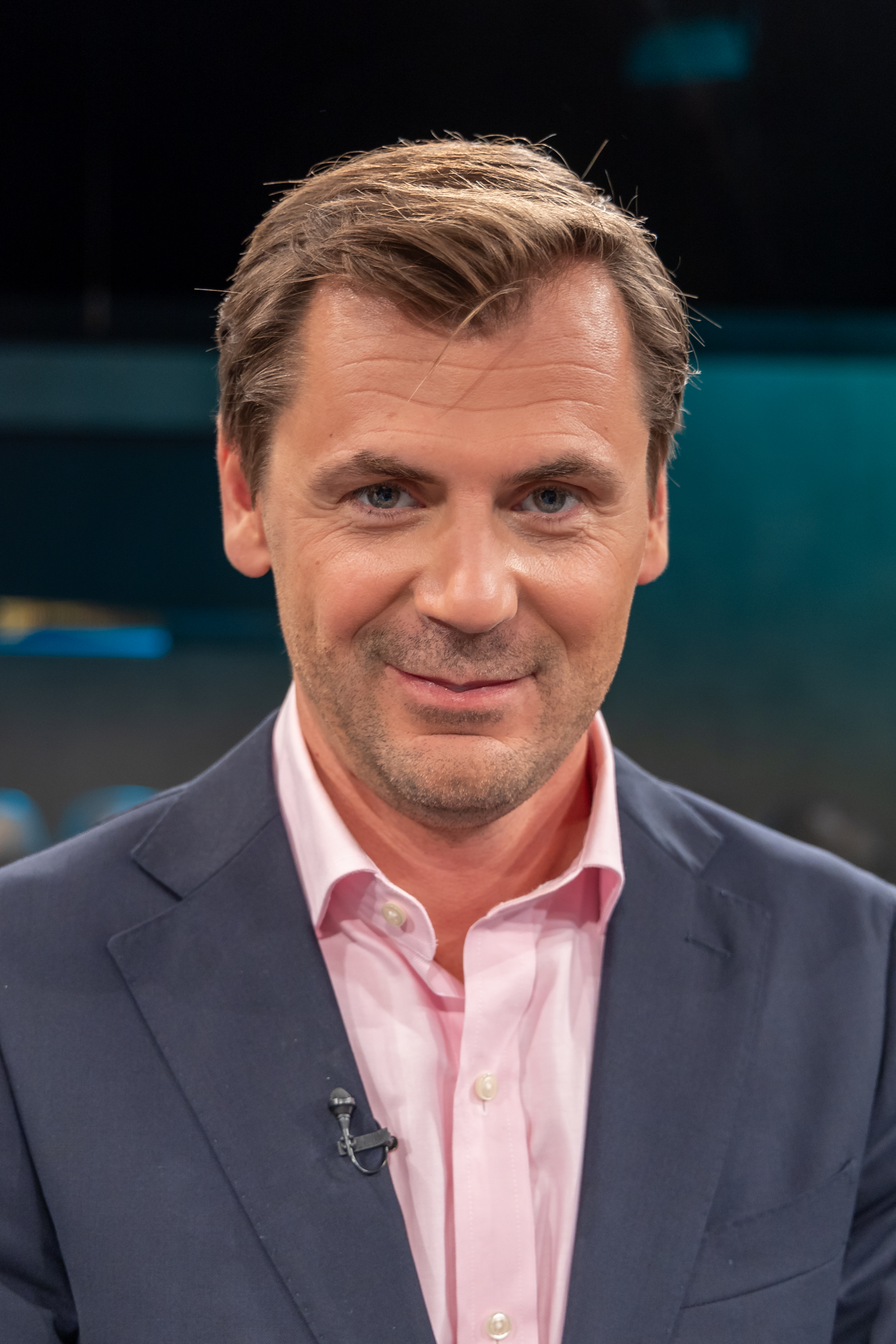
Daniel Gerlach (* 1977)

- Gerlach, David (* 1983), deutscher Sprachdidaktiker
- Gerlach, Dieter B. (1942–2022), deutscher Schauspieler, Autor, Regisseur und Synchronsprecher
- Gerlach, Emil (1902–1979), deutscher Schriftsetzer, Kaufmann und Politiker (SPD)
- Gerlach, Erich (1909–2000), deutscher Maler
- Gerlach, Erich (1910–1972), deutscher Wirtschaftswissenschaftler und Politiker (SADP, SPD), MdL
- Gerlach, Ernst (* 1947), deutscher Handballspieler
- Gerlach, Ernst Ludwig von (1795–1877), deutscher Politiker (Konservative Partei), Jurist und Publizist, MdR
- Gerlach, Ferdinand (1886–1941), deutscher Reichsgerichtsrat
- Gerlach, Ferdinand M. (* 1961), deutscher Mediziner
- Gerlach, Franz Dorotheus (1793–1876), deutsch-schweizerischer klassischer Philologe
- Gerlach, Frauke (* 1964), deutsche Juristin und Direktorin des Grimme-Instituts
- Gerlach, Friedrich (1856–1938), deutscher Bauingenieur, Baubeamter, Hochschullehrer und Abgeordneter des Preußischen Landtags
- Gerlach, Friedrich von (1828–1891), preußischer Verwaltungsjurist und Landrat
- Gerlach, Gabriele (* 1959), deutsche Biologin
- Gerlach, Georg (1874–1962), österreichischer Maler
- Gerlach, Georg Daniel von (1797–1865), dänischer General
- Gerlach, Gerald (* 1958), deutscher Ingenieur und Festkörperelektroniker sowie Hochschullehrer
- Gerlach, Gottlieb Wilhelm (1786–1864), deutscher Philosoph und Bibliothekar
- Gerlach, Guido (1810–1904), deutscher Jurist und Politiker
- Gerlach, Günter (1928–2003), deutscher Komponist der Kirchenmusik, Organist und Chorleiter
- Gerlach, Gunter (* 1941), deutscher Schriftsteller
- Gerlach, Gunther (* 1952), deutscher Bildhauer
- Gerlach, Gustav Theodor (* 1827), deutscher Chemiker
- Gerlach, Hans (1885–1980), deutscher Architekt, preußischer Baubeamter in Königsberg
- Gerlach, Hans (1919–1986), deutscher SED-Funktionär
- Gerlach, Hans (1932–2023), Chemiker und Hochschullehrer
- Gerlach, Hans Egon (* 1908), deutscher Theaterübersetzer, Autor und Journalist
- Gerlach, Hans Jörgen (1950–2011), deutscher Bankkaufmann, Sozialpädagoge und Publizist
- Gerlach, Hans-Martin (1940–2011), deutscher Philosoph
- Gerlach, Harald (1940–2001), deutscher Schriftsteller und Bühnenautor
- Gerlach, Harry (1927–1995), deutscher Schriftsteller und Heimatforscher
- Gerlach, Heinrich (1828–1899), deutscher Buchdrucker, Historiker und Politiker
- Gerlach, Heinrich (1846–1928), deutscher Mediziner und Politiker (Zentrum), MdR
- Gerlach, Heinrich (1906–1988), deutscher Militär, Marineoffizier (zuletzt Befehlshaber der Flotte)
- Gerlach, Heinrich (1908–1991), deutscher Autor
- Gerlach, Heinrich August († 1759), deutscher Mediziner und Librettist
- Gerlach, Heinz (1910–1943), deutscher Musiker und Komponist
- Gerlach, Heinz (1945–2010), deutscher Publizist und Herausgeber von Periodika zum Anlegerschutz
- Gerlach, Hellmut von (1866–1935), deutscher Politiker (DDP, RDP, FVg, DFG), MdR3 und PublizistHellmut von Gerlach (1866–1935)

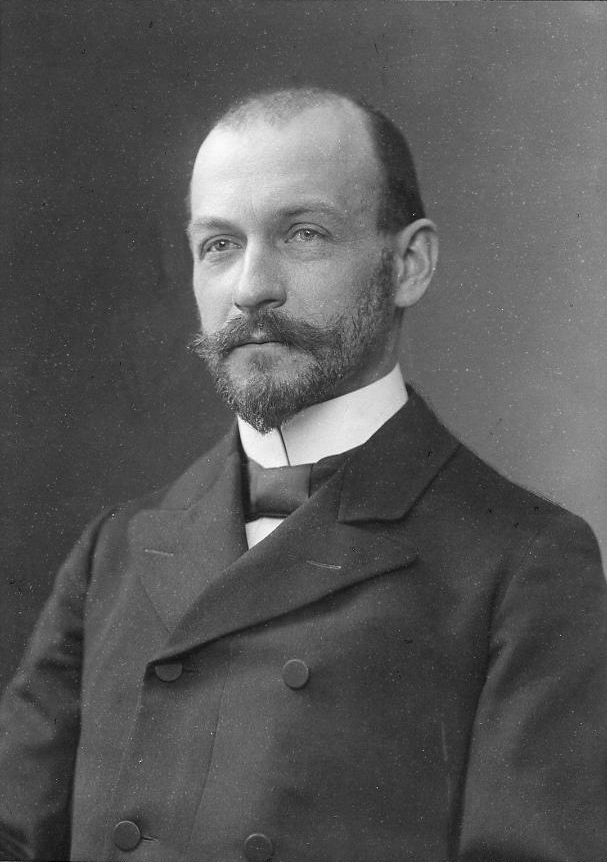
Hellmut von Gerlach (1866–1935)

- Gerlach, Helmut (1937–2020), deutscher Skilangläufer
- Gerlach, Henry, Bobfahrer der DDR
- Gerlach, Hermann (1833–1886), deutscher katholischer Theologe, Kirchenrechtler, Hochschullehrer und Domkapitular
- Gerlach, Holger (* 1974), deutscher Angeklagter im Prozess um die terroristische Vereinigung „Nationalsozialistischer Untergrund“
- Gerlach, Horst (1919–1990), deutscher Politiker (SPD), MdB, MdEP
- Gerlach, Horst (1929–2018), deutscher Gymnasiallehrer und Autor, Prediger und Historiker der Mennoniten
- Gerlach, Hubert (1927–2015), deutscher Schriftsteller
- Gerlach, Irene (* 1955), deutsche Politikwissenschaftlerin
- Gerlach, Iris (* 1967), deutsche Vorderasiatische Archäologin
- Gerlach, Jacob (* 1904), deutscher Bergmann und Mitglied der Volkskammer der DDR
- Gerlach, Jacob von (1830–1908), preußischer Politiker (DKP), MdPrA und Landrat
- Gerlach, Jacqueline (* 1991), österreichische Grasskiläuferin und Bikini-Athletin
- Gerlach, Jan D. (* 1975), deutscher Kameramann
- Gerlach, Jens (1926–1990), deutscher Schriftsteller
- Gerlach, Jens (* 1970), deutscher Fußballspieler
- Gerlach, Jim (* 1955), US-amerikanischer Politiker
- Gerlach, Joachim von (1895–1979), deutscher Konteradmiral der Kriegsmarine
- Gerlach, Johann Friedrich Christian (1763–1834), deutscher Gastwirt
- Gerlach, Johann Heinrich Samuel (1772–1809), deutscher Buchhändler, Verleger, Herausgeber und Autor in Dresden
- Gerlach, Johann Nikolaus († 1767), deutscher Buchhändler und Verleger in Dresden
- Gerlach, Johann Samuel, deutscher Buchhändler und Dresdner Verleger
- Gerlach, Johann Ullrich (1814–1893), Abgeordneter des Kurhessischen Kommunallandtages
- Gerlach, Johann Wilhelm (* 1938), deutscher Rechtswissenschaftler, Präsident der Freien Universität Berlin
- Gerlach, Johannes (* 1954), deutscher Strahlenphysiker und Politiker (SPD), MdV, MdL
- Gerlach, Jörg (* 1967), deutscher Fußballspieler
- Gerlach, Joseph von (1820–1896), Anatom
- Gerlach, Josephine Henriette (1772–1809), deutsche Botanikerin, Zeichnerin und Autorin
- Gerlach, József (1938–2021), ungarischer Wasserspringer
- Gerlach, Judith (* 1985), deutsche Politikerin (CSU), MdLJudith Gerlach (* 1985)

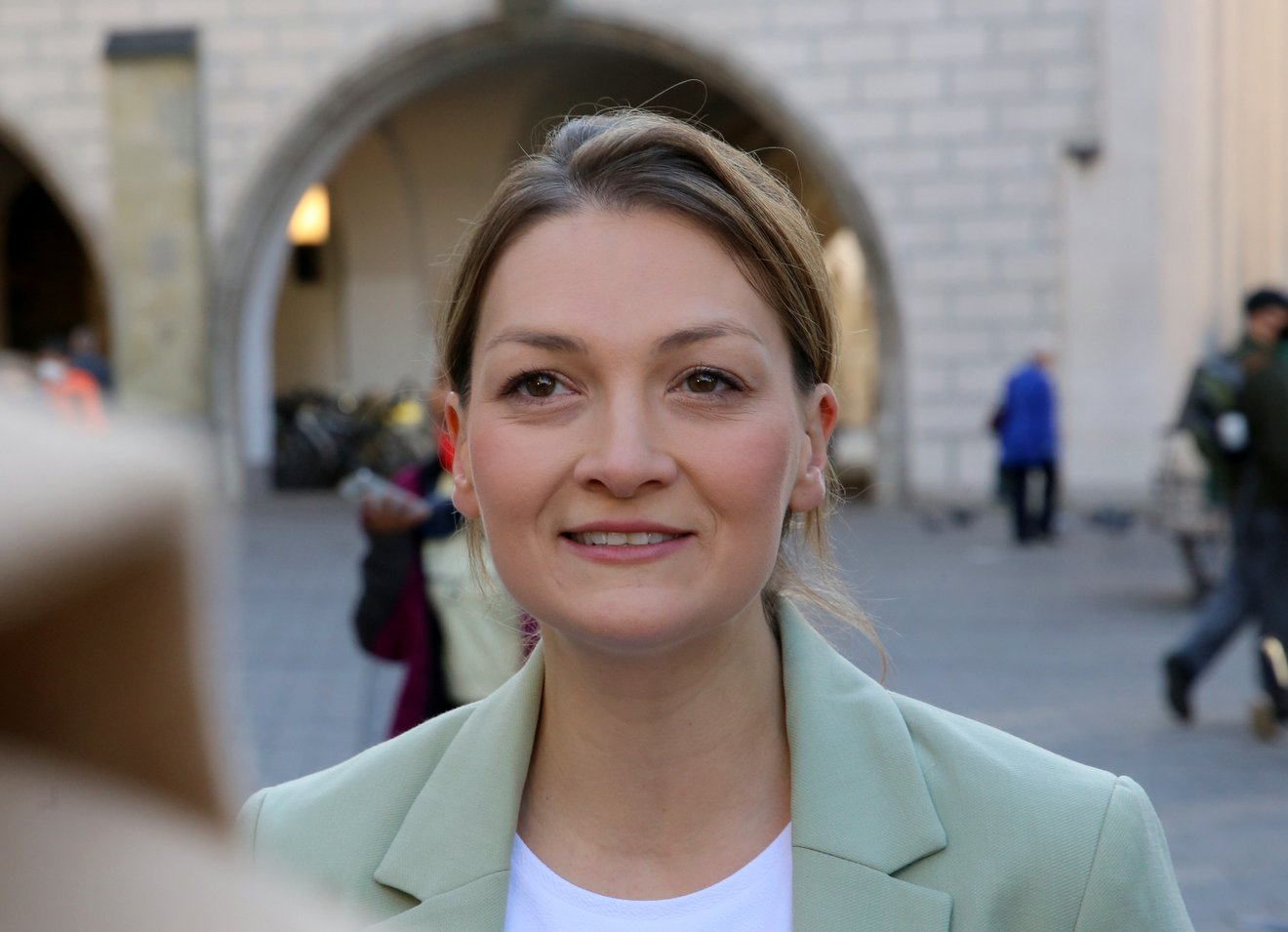
Judith Gerlach (* 1985)

- Gerlach, Julius (1819–1873), deutscher Philologe, Gymnasiallehrer und Prediger in Tilsit
- Gerlach, Jürgen (* 1938), deutscher Politiker (Tierschutzpartei)
- Gerlach, Jürgen (1946–2021), deutscher Handballtrainer
- Gerlach, Jürgen (* 1963), deutscher Bauingenieur, Verkehrsplaner und Hochschullehrer
- Gerlach, Jürgen von (* 1936), deutscher Jurist, Richter am Bundesgerichtshof
- Gerlach, Justin (* 1970), britischer Zoologe und Naturschützer
- Gerlach, Justin (* 1990), deutscher Fußballspieler
- Gerlach, Justin (* 2001), deutscher Motorradrennfahrer
- Gerlach, Karl (1907–1988), deutscher Kulturfunktionär
- Gerlach, Karl von (1792–1863), preußischer Regierungspräsident in Erfurt und Köln, Berliner Polizeipräsident
- Gerlach, Karl von (1894–1941), deutscher Offizier in der Luftwaffe der Wehrmacht
- Gerlach, Katharina (* 1520), deutsche Druckerin
- Gerlach, Katharina (* 1998), deutsche Tennisspielerin
- Gerlach, Klaus Louis (* 1947), deutscher Zahntechniker, Zahnarzt und Hochschullehrer
- Gerlach, Konstantin (* 1990), deutscher Schauspieler
- Gerlach, Kurt (1889–1976), deutscher völkischer Schriftsteller und Verfasser von Laienspielen
- Gerlach, Kurt Albert (1886–1922), deutscher Soziologe
- Gerlach, Leopold (1834–1917), deutscher Gymnasiallehrer und Kulturwissenschaftler
- Gerlach, Leopold von (1790–1861), preußischer General der Infanterie und konservativer Politiker
- Gerlach, Ludwig Wilhelm August von (1751–1809), preußischer Jurist, Präsident des Oberlandesgerichts Köslin
- Gerlach, Manfred (1928–2011), deutscher Politiker (LDPD), MdVManfred Gerlach (1928–2011)

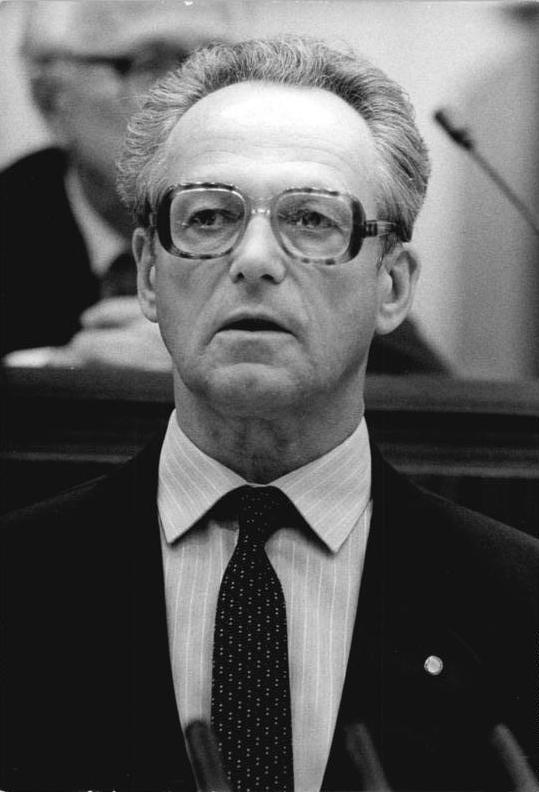
Manfred Gerlach (1928–2011)

- Gerlach, Manfred (* 1954), deutscher Neurochemiker, Neuropharmakologe und Hochschullehrer
- Gerlach, Martin (* 1965), deutscher Kommunalpolitiker (Parteilos), Oberbürgermeister der Stadt Aalen
- Gerlach, Martin junior (1879–1944), österreichischer Photograph
- Gerlach, Martin senior (1846–1918), deutsch-österreichischer Ziseleur und Graveur, Fotograf und Verlagsgründer
- Gerlach, Martina (* 1954), deutsche Juristin und Staatssekretärin (Berlin)
- Gerlach, Max (1861–1940), deutscher Agrikulturchemiker
- Gerlach, Nicole (1994–2019), österreichische Grasskiläuferin
- Gerlach, Nikolaus von (1875–1955), deutscher Verwaltungsbeamter
- Gerlach, Nina (* 1979), deutsche Kunstwissenschaftlerin
- Gerlach, Otto (1862–1908), deutscher Maler, Zeichner und Illustrator
- Gerlach, Otto (1862–1923), deutscher Nationalökonom
- Gerlach, Otto (1866–1914), deutscher Arzt
- Gerlach, Otto (1894–1963), deutscher Bankjurist, Genealoge und Studentenhistoriker
- Gerlach, Otto von (1801–1849), deutscher evangelischer Theologe und Pfarrer
- Gerlach, Paul (1888–1944), deutscher Politiker (SPD), MdR
- Gerlach, Paul (1929–2009), deutscher Jurist, Verwaltungsbeamter und Politiker (CSU), MdB
- Gerlach, Peter (1938–2007), deutscher Medienmanager
- Gerlach, Petra (* 1972), deutsche Kommunalpolitikerin (CDU), Oberbürgermeister von Delmenhorst
- Gerlach, Philipp (1679–1748), deutscher Architekt
- Gerlach, Rainer (* 1949), deutscher Schauspieler, Synchron- und Hörspielsprecher und Dialogregisseur
- Gerlach, Rainer (* 1951), deutscher Journalist, PR-Berater, Autor, Ghostwriter und Lehrer
- Gerlach, Renate, deutsche Geoarchäologin
- Gerlach, Richard (1899–1973), deutscher Zoologe, Schriftsteller und Völkerkundler
- Gerlach, Rolf (* 1935), deutscher Theologe und Schriftsteller
- Gerlach, Rolf (* 1953), deutscher Volkswirt
- Gerlach, Rudolf von (1886–1946), deutscher Theologe
- Gerlach, Samuel (1609–1683), deutscher lutherischer Geistlicher und Theologe
- Gerlach, Sonja (* 1971), deutsche Politikerin
- Gerlach, Stephan (1546–1612), deutscher evangelischer Theologe und Pfarrer
- Gerlach, Thomas, deutscher Neonazi
- Gerlach, Thomas (* 1951), deutscher Diplomat
- Gerlach, Thomas (* 1952), deutscher Schriftsteller und Laudator sowie Vermesser und ehrenamtlicher Denkmalpfleger
- Gerlach, Thomas, deutscher Industriedesigner, Hochschullehrer und Unternehmer
- Gerlach, Thomas (* 1964), deutscher Journalist und Autor
- Gerlach, Valentin (1858–1957), deutscher Hygieniker in der Lebensmittelindustrie
- Gerlach, Walter (1896–1964), deutscher Kommandant im Columbiahaus und dem KZ SachsenburgWalter Gerlach (1896–1964)

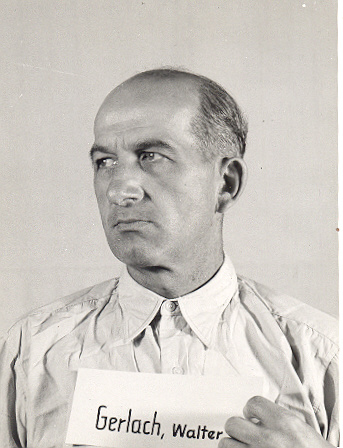
Walter Gerlach (1896–1964)

- Gerlach, Walther (1889–1979), deutscher Physiker und Hochschullehrer
- Gerlach, Werner (1891–1963), deutscher Pathologe, Nationalsozialist und Diplomat
- Gerlach, Wilhelm von (1789–1834), preußischer Jurist und Publizist
- Gerlach, Willi (* 1909), deutscher Oboist
- Gerlach, Willibald (1884–1960), deutscher Versicherungsjurist
- Gerlach, Wolf (1928–2012), deutscher Filmarchitekt und Erfinder der Mainzelmännchen
- Gerlach, Wolf (* 1980), deutscher Schauspieler
- Gerlach-Rusnak, Rudolf (1895–1960), ukrainisch-deutscher Opern- und Konzertsänger in der Stimmlage lyrischer Tenor
- Gerland, Balthasar (1795–1861), kurhessischer Generalmajor und Regimentskommandeur
- Gerland, Brigitte (1918–1962), deutsche Journalistin
- Gerland, Ernst (1838–1910), deutscher Wissenschaftshistoriker und Physiker
- Gerland, Georg (1833–1919), deutscher Geograph, Geophysiker und Seismologe
- Gerland, Gunilla (* 1963), schwedische Autorin
- Gerland, Heinrich (1874–1944), deutscher Politiker (DDP, DVP), MdR
- Gerland, Hermann (* 1954), deutscher Fußballspieler und -trainerHermann Gerland (* 1954)

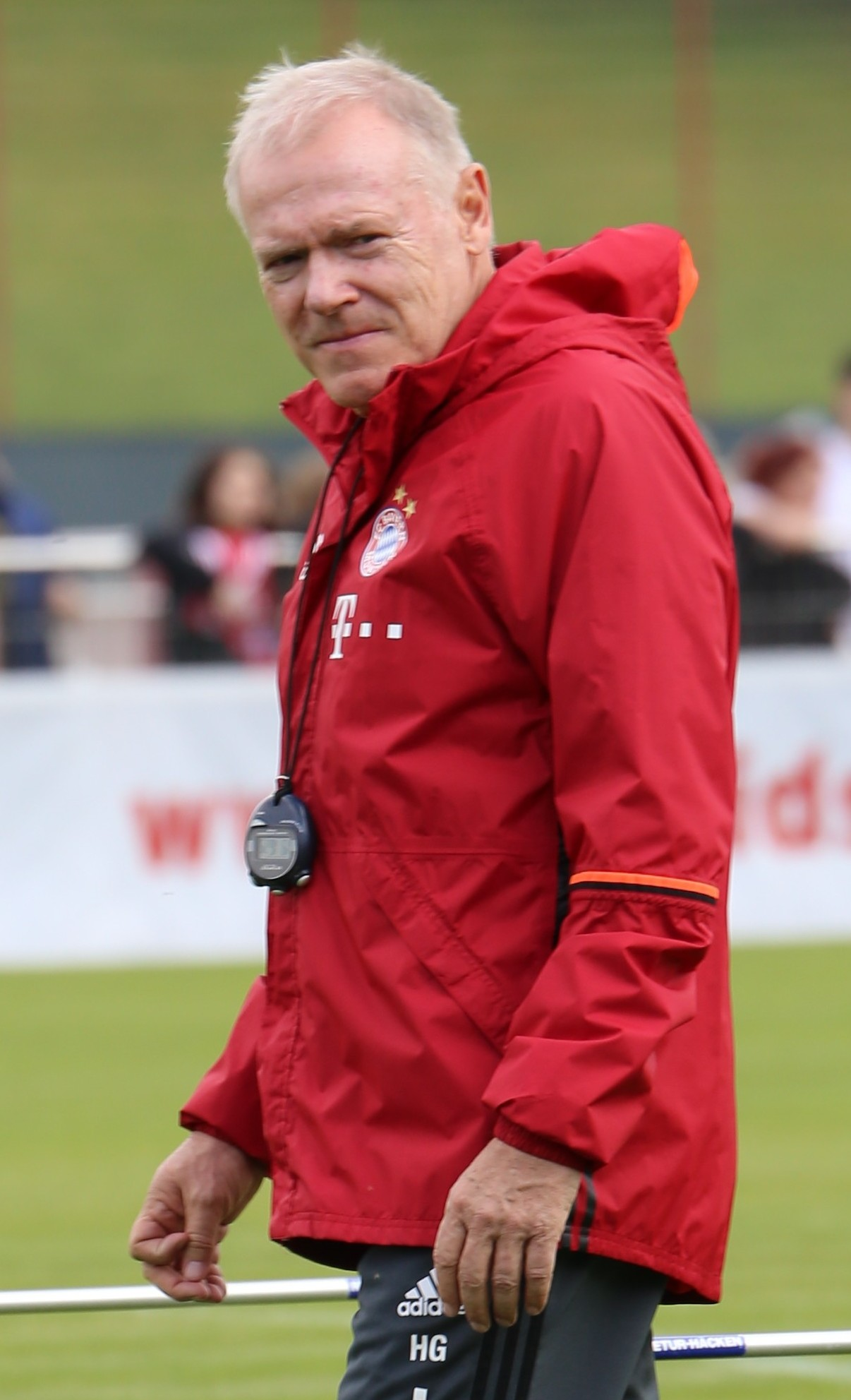
Hermann Gerland (* 1954)

- Gerland, Karl (1875–1947), deutscher Agrarwissenschaftler und Hochschullehrer
- Gerland, Karl (1905–1945), deutscher Politiker (NSDAP), MdR und SS-Führer
- Gerland, Otto (1835–1922), deutscher Jurist
- Gerland, Tobias (* 1960), deutscher American-Football-Spieler
- Gerlandus Compotista, lothringischer Komputist, Astronom und Mathematiker
- Gerlatzka, Irmgard (* 1939), deutsche Badmintonspielerin

### Gerle
- Gerle, Christoph-Antoine (1736–1801), französischer Revolutionär und Mystiker
- Gerle, Conrad († 1521), deutscher Lautenmacher
- Gerle, Georg († 1591), aus dem Allgäu stammender Lautenmacher
- Gerle, Hans († 1554), deutscher Lautenist und Komponist
- Gerle, Robert (1924–2005), US-amerikanischer Geiger und Musikpädagoge
- Gerle, Wolfgang Adolf (1783–1846), deutschsprachiger Prager Schriftsteller
- Gerlem, Willian (* 1984), brasilianischer Fußballspieler
- Gerleman, Gillis (1912–1993), schwedischer lutherischer Theologe und Alttestamentler
- Gerley, Victor (* 1943), US-amerikanischer Fußballspieler

### Gerli
- Gerlic, Kylie (* 1975), australische Beachvolleyballspielerin
- Gerlich, Alois (1925–2010), deutscher Historiker
- Gerlich, Eduard (1836–1904), schlesisch-österreichischer Eisenbahn-Bauingenieur und Hochschullehrer
- Gerlich, Fritz (1883–1934), deutscher Journalist und HistorikerFritz Gerlich (1883–1934)

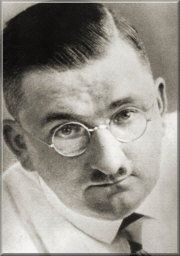
Fritz Gerlich (1883–1934)

- Gerlich, Gerhard (1911–1962), deutscher Politiker (CDU), MdL
- Gerlich, Gerhard (1942–2014), deutscher Physiker und Hochschullehrer für mathematische Physik
- Gerlich, Gustav (1810–1888), preußischer Politiker, MdR
- Gerlich, Heinrich (1882–1960), deutscher Volkswirt und Politiker (DVP, CDU), Landrat, MdV
- Gerlich, Hermann (1844–1932), deutscher Diplomat und Politiker, MdR
- Gerlich, Karl (1865–1933), mährischer Naturforscher und Prähistoriker
- Gerlich, Matthias (* 1988), deutscher Handballspieler
- Gerlich, Michael (* 1991), deutscher Handballspieler
- Gerlich, Peter (1939–2019), österreichischer Politikwissenschaftler
- Gerlich, Siegfried (* 1967), deutscher Autor
- Gerlich, Walter Richard (1908–1981), deutscher Pädagoge und Politiker (CDU), MdB
- Gerlich-Raabe, Sylvia (* 1953), deutsche Theaterschauspielerin und -regisseurin
- Gerliczy, Emil von (1871–1924), slowenischer Maler des Expressionismus
- Gerlier, Pierre-Marie (1880–1965), französischer Geistlicher, Erzbischof von Lyon und Kardinal der römisch-katholischen Kirche
- Gerlin da Silva, Adriano (* 1974), brasilianischer Fußballspieler
- Gerlin, Ruggero (1899–1983), italienischer Cembalist und Musikpädagoge
- Gerlind vom Elsass, katholische Selige
- Gerling, Albert (1636–1684), Bürgermeister in Brilon
- Gerling, Alfons (* 1944), deutscher Politiker (CDU), MdL
- Gerling, Christian Ludwig (1745–1801), deutscher lutherischer Theologe, Hauptpastor in Hamburg
- Gerling, Christian Ludwig (1788–1864), deutscher Mathematiker und Astronom
- Gerling, Hans (1915–1991), deutscher Versicherungsunternehmer
- Gerling, Hans-Georg (* 1943), bremischer Politiker (CDU), MdBB
- Gerling, Heinz (1922–2001), deutscher Denkmalpfleger und Ehrenbürger
- Gerling, Klaas (* 1981), deutscher DJ und MusikproduzentKlaas Gerling (* 1981)

Klaas Gerling (* 1981)

- Gerling, Rainer W. (* 1954), deutscher Physiker, Datenschutz- und IT-Sicherheitsexperte
- Gerling, Reinhold (1863–1930), deutscher Schauspieler, Bühnenautor, Schriftsteller, Heilkundiger, Vorkämpfer für die Gleichstellung der Homosexualität, Volksredner und Gründer verschiedener Vereine für Körperpflege in Berlin
- Gerling, Robert (1878–1935), deutscher Versicherungsunternehmer
- Gerling, Rolf (* 1954), deutscher Unternehmer
- Gerlinger, Hermann (* 1931), deutscher Unternehmer und Kunstsammler
- Gerlinger, Johanna (* 2003), deutsch-amerikanische Basketballerin
- Gerlinghoff, Monika, deutsche Fachärztin für Nervenheilkunde, Kinder- und Jugendpsychiatrie und Verhaltenstherapeutin
- Gerlini, Piero (1925–1999), italienischer Schauspieler
- Gerlitz, Carolin (* 1982), deutsche Medienwissenschaftlerin und Hochschullehrerin
- Gerlitz, Carsten (* 1966), deutscher Musiker, Arrangeur, Komponist und Chorleiter
- Gerlitz, Christian (* 1982), deutscher Politiker (SPD)
- Gerlitz, Peter (1926–2013), deutscher evangelischer Pastor und Religionswissenschaftler

### Gerlo
- Gerloc, Tochter des Wikingers Rollo
- Gerlof, Kathrin (* 1962), freie Journalistin und AutorinKathrin Gerlof (* 1962)

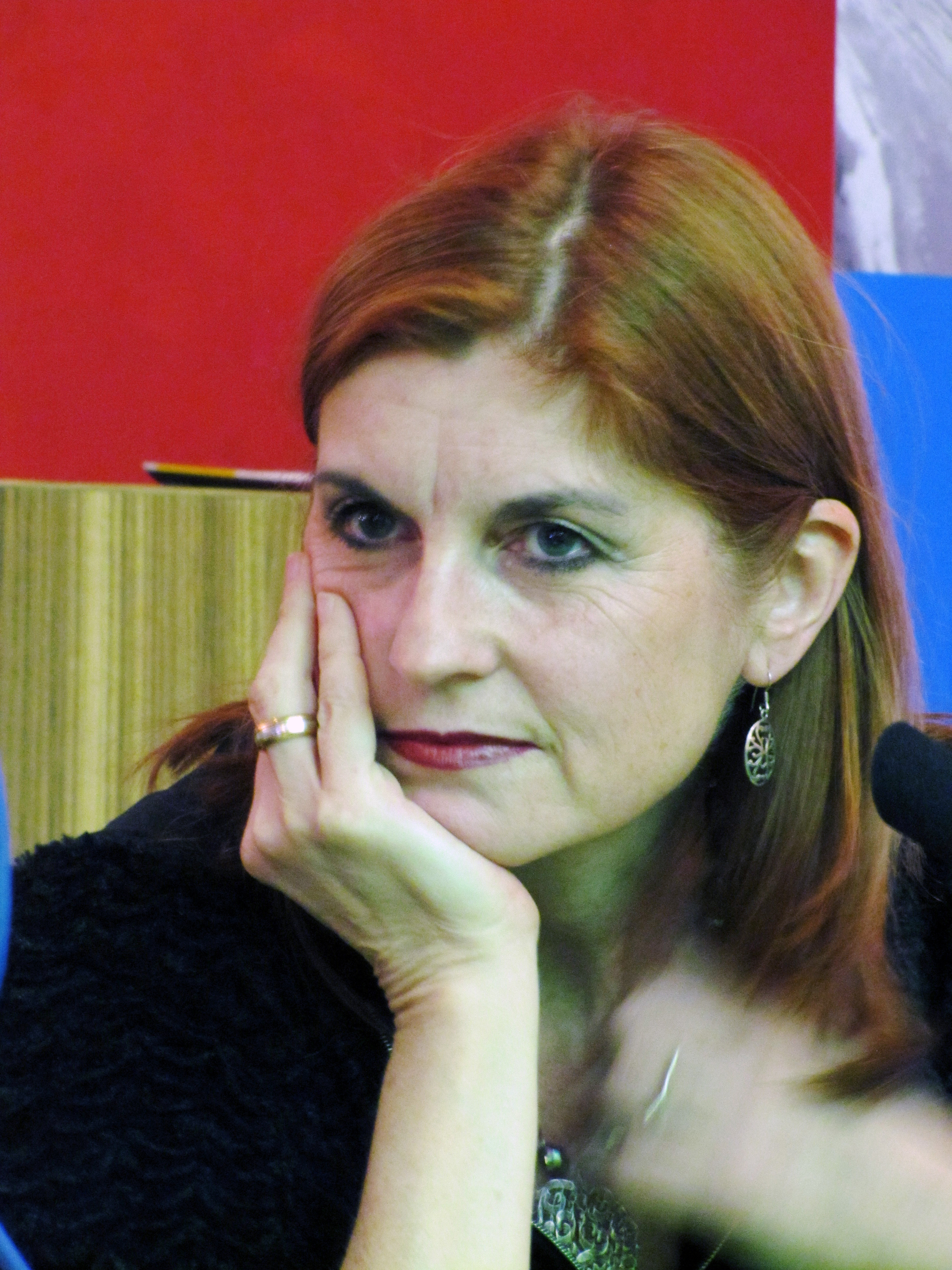
Kathrin Gerlof (* 1962)

- Gerloff, Claus (1939–2009), deutscher Politiker (SPD)
- Gerloff, Garrett (* 1995), US-amerikanischer Motorradrennfahrer
- Gerloff, Helmuth (1894–1975), deutscher Bauingenieur, Hochschullehrer, SS-Brigadeführer und Polizeigeneral
- Gerloff, Janet Brooks (1947–2008), US-amerikanische Malerin
- Gerloff, Johannes (1915–2000), deutscher Botaniker
- Gerloff, Johannes (* 1963), deutscher Journalist und Autor
- Gerloff, Otto (1876–1956), deutscher Jurist und Politiker
- Gerloff, Peter (* 1957), deutscher römisch-katholischer Priester in Goslar und Texter und Komponist von Kirchenliedern
- Gerloff, Sabine (* 1940), deutsche prähistorische Archäologin
- Gerloff, Wilhelm (1880–1954), deutscher Nationalökonom
- Gerlová, Iveta (* 1984), tschechische Tennisspielerin

### Gerls
- Gerlstötter, Augustinus († 1658), deutscher Benediktiner und Abt

### Gerlt
- Gerlt, Arthur (1903–1996), deutscher Widerstandskämpfer, Bürgermeister in Bemerode bei Hannover